# As They Sleep
As They Sleep est un groupe américain de death metal, originaire de Détroit, dans le Michigan. Le groupe est formé en 2003, il est actuellement composé de Aaron Bridgewater au chant, Nick Morris à la guitare, Barry Gomez à la guitare, Tony Lukitsh à la batterie et de Derek Kosiba à la basse. Leur dernier album Dynasty, est publié le 19 novembre 2010.

## Historique
D'après le chanteur Aaron Bridgewater, le groupe est formé en 2003 comme trio qui sera ensuite rejoint par deux autres membres. Ils publient un EP indépendant en 2005, puis signent peu après au label Luxor Records. Leur premier album, Blacken the Sun, est publié le 28 octobre 2008 chez Luxor Records. Il est produit par le guitariste du groupe, Nick Morris, propriétaire des Cloud City Studios (The Black Dahlia Murder, Walls of Jericho). Blacken the Sun est un succès modéré et définit le style death metal unique du groupe.
Peu après la sortie de leur premier album, As They Sleep signe au label Solid State Records. Ils publient leur deuxième album, Dynasty, le 23 novembre 2010. Mixé par Jason Suecof (All That Remains, August Burns Red, Whitechapel) aux Audio Hammer Studios, l'album est accompagné d'un clip vidéo. Depuis, ils tournent avec des groupes comme Becoming the Archetype, Living Sacrifice, The Showdown et To Speak of Wolves,.
Depuis la sortie de l'album, Dynasty est bien accueilli par la presse spécialisée,,,.

## Membres

### Membres actuels
- Aaron Bridgewater - chant (depuis 2003)
- Derek Kosiba - basse (depuis 2003)
- Barry Gomez - guitare (depuis 2003)
- Nick Morris - guitare (depuis 2003)
- Tony Lukitsh - batterie (depuis 2009)

### Ancien membre
- Paul Burkett - batterie (2003-2009)[14]